# 숙지산 화성 채석장
숙지산 화성 채석장은 대한민국 경기도 수원시 팔달구 화서동에 있는 한국의 화강암 채석장이다. 2006년 12월 26일 수원시의 향토유적 제15호로 지정되었다.

## 개요
수도권 전철 1호선 화서역 부근 구 연초제조창의 건너편 숙지산 여러 곳에 분포하고 있으며, 화성을 축조하기 위한 화강암 성돌의 채석이 이루어졌던 유적으로 팔달산과 함께 중요한 성돌의 공급원이었던 곳이다. 이곳에서 숫돌같이 판판한 치도(治道)를 통하여 수레를 이용 화성 축성 장소까지 성돌을 운반하였다. 채석 당시의 쐐기 자국이 여러 곳에 남아있어 역사적으로 높은 가치를 지닌 유적이다.
숙지산 지역은 지질학적으로 중생대 쥐라기의 대보 화강암이 분포하는 곳이다.

## 같이 보기
- 수원시의 지질
- 한국의 화강암
- 대보 화강암